# إرفينغ كالكينز
إرفينغ كالكينز (بالإنجليزية: Irving Calkins)‏ هو لاعب رماية أمريكي، ولد في 31 أكتوبر 1875 في سبرينغفيلد في الولايات المتحدة، وتوفي بنفس المكان في 28 أغسطس 1958.

## وصلات خارجية
- إرفينغ كالكينز على موقع أوليمبيديا (الإنجليزية)